# Blitzkrieg Bop
Pour les articles homonymes, voir Blitzkrieg (homonymie).
Singles de Ramones
I Wanna Be Your Boyfriend
(1976)
Pistes de Ramones
Beat on the Brat
(2)
Blitzkrieg Bop est le premier single du groupe punk rock américain The Ramones. Elle est écrite et composée en grande partie par Tommy Ramone et, dans une moindre mesure, par Dee Dee Ramone. Néanmoins, le travail de composition et d'écriture est crédité à l'ensemble du groupe.
Le morceau, enregistré par les Ramones en février 1976, est le premier titre qui figure l'album «Ramones » parut le 23 avril 1976. Il sera le premier single du groupe sorti en juillet 1976, comprenant le titre Havana Affair sur sa face B. Blitzkrieg Bop est considéré comme l'un des morceaux les plus emblématiques du groupe mais aussi du punk rock et du rock de manière globale. Le magazine Rolling Stone le met en 92e position d'un classement des 500 plus grandes chansons de tous les temps. En 2009, sur le même magazine, il obtient la 18e place du classement des Cent plus grands moments du rock. La chaîne VH1 le classe 25e au Meilleur morceau de Hard rock de tous les temps. Avec son slogan « Hey, ho, let's go ! », cette chanson reste indissociable de l'image du groupe ; connu de tout le monde, ce slogan est également employé comme hymne sportif.[réf. nécessaire]

## Origines et Composition
Blitzkrieg Bop a été écrit et composé par Tommy Ramone, le batteur du groupe et s'intitulait à l'origine Animal Hop. L'apport de Dee Dee Ramone a été de changer le titre de la chanson et de modifier le vers « Shouting in the back now » en « Shoot' em in the back now ». Basée sur trois accords, comme beaucoup d'autres chansons du groupe, Blitzkrieg Bop contient dans son refrain le gimmick emblématique des Ramones : « Hey! Ho! Let's Go! ». Le morceau tire son nom de l'allemand « Blitzkrieg », une tactique de guerre-éclair qui a été utilisée durant la Seconde Guerre mondiale. 
Comme plusieurs autres titres des Ramones, la signification précise du texte de la chanson est assez obscure. Le texte original de Tommy Ramone décrivait des jeunes s'excitant en groupe (probablement dans une salle de concert ou sur une piste) sur une danse  "Animal Hop » (la danse animale) mettant en analogie le comportement de ces jeunes avec celui des animaux. 
En modifiant le titre (et donc le refrain), Dee Dee a introduit une multiplicité de degrés d'interprétation de la chanson, et une certaine ambiguïté. Au-delà d'une référence à la technique de la « Guerre Éclair » (Blitzkrieg), et donc à l'armée du IIIème Reich, on peut y voir surtout le déchaînement d'une foule de jeunes se rendant à un concert de rock (« The kids are losing their minds » « Les gamins perdent la tête »), ou une sorte de manifeste de la musique punk, se devant d'être rapide et efficace, telle une guerre éclair. 
Le doute sur la réelle signification du texte peut-être éventuellement entretenu par le fait que Dee Dee Ramone avait gardé de son enfance en Allemagne de l'Ouest une fascination pour les symboles nazis. Le guitariste du groupe, le très réactionnaire Johnny Ramone était également fasciné par ce qui avait trait au nazisme (et à la violence en général). Cependant, le principal compositeur de Blizkrieg Bop, Tommy Ramone est un immigré juif hongrois, qui a perdu une partie de sa famille lors de la Seconde Guerre mondiale. Le chanteur Joey Ramone était également de confession juive, ce qui, sur le même album, ne l'empêchera pas de se mettre dans la peau d'un jeune nazi amoureux dans le titre « Today Your Love, Tomorow the World ». En réalité, ce genre de provocation à base de symboles ou de références au nazisme était relativement fréquent dans le mouvement punk. 
Tout comme le 1er album du groupe, l'arrivée de cette chanson reçoit un accueil mitigé et critique. Mais avec le temps, ce premier opus est devenu un standard planétaire inspirant largement le style Punk Rock jusqu'à nos jours.

## Certifications
| Pays              | Certification | Date       | Unités certifiées |
| ----------------- | ------------- | ---------- | ----------------- |
| Royaume-Uni (BPI) | Argent        | 01/09/2023 | 200 000           |

## Remarques
- Un extrait de ce morceau est utilisé au début du voyage des Griswold dans "National Lampoon's Vacation" (1983), quand les deux enfants choisissent d'écouter leurs baladeurs plutôt que les chansons ringardes de leurs parents.
- Cette musique se trouve dans le jeu vidéo Tony Hawk's Pro Skater 3.
- On entend ce morceau dans le "Horror Show" de la saison 19 des Simpson.
- Blitzkrieg Bop ouvre le film Crazy Night avec Steve Carell.
- La chanson est fréquemment citée dans le roman "Simetierre" de Stephen King.
- On peut entendre ce morceau dans Spider-Man Homecoming.
- On peut aussi entendre ce morceau dans Minions - The rise of Gru